# Gładzizna

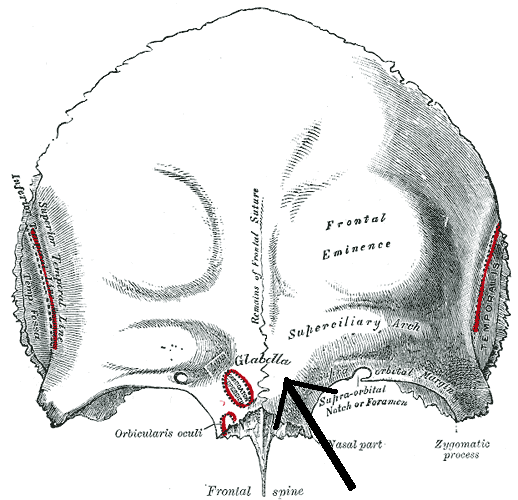
Kość czołowa. Gładzizna wskazana strzałką.

Gładzizna (łac. glabella) – w anatomii człowieka spłaszczona wyniosłość leżąca w linii pośrodkowej ciała pomiędzy przyśrodkowymi końcami łuków brwiowych, na łusce czołowej kości czołowej. Jest silniej rozwinięta u mężczyzn niż u kobiet. Jej pośrodkowy, najbardziej wysunięty do przodu punkt stanowi jeden z punktów antropometrycznych na czaszce ludzkiej, oznaczany literą g.